# Bettina Orlopp

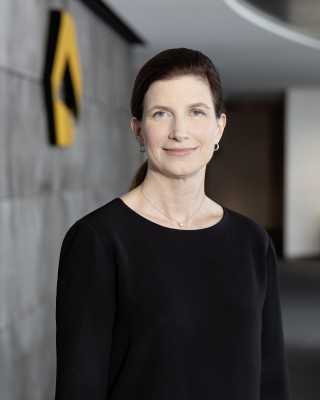
Bettina Orlopp (2020)

Bettina Orlopp (* 3. Juni 1970 in Solingen) ist eine deutsche Managerin und Vorstandsvorsitzende der Commerzbank. Zuvor war sie viele Jahre Finanzvorständin der Bank. Orlopp gehört dem Konzernvorstand seit 2017 an.

## Werdegang
1990 nahm Orlopp ein Studium der Betriebswirtschaftslehre an der Universität Regensburg auf. Nach dem Abschluss als Diplom-Kauffrau im Dezember 1994 stieg sie 1995 bei McKinsey & Company am Standort München ein. Dort betreute Orlopp vor allem Finanzdienstleister wie Banken und Versicherungen. Von 1997 bis 1999 unterbrach sie die Tätigkeit, um sich ihrer Promotion am Lehrstuhl für Finanzierung der Universität Regensburg zu widmen. 2002 erlangte Orlopp die Doktorwürde mit ihrer Dissertation über die Abfindung von Minderheitsaktionären. Im selben Jahr wurde sie zur Partnerin von McKinsey & Company gewählt und rückte so in die Führungsriege der Unternehmensberatung auf, die bis dahin von Männern dominiert war. Orlopp nutzte ihre Beförderung, um die Arbeitsbedingungen für Frauen innerhalb und außerhalb der Branche zu verbessern. Sie wirkte federführend an verschiedenen Initiativen und Studien etwa zur Vereinbarkeit von Familie und Beruf mit. Orlopp selbst arbeitete zeitweise in Teilzeit.
2014 wechselte Orlopp als Bereichsvorständin für Konzernstrategie zur Commerzbank. Zu ihrem Aufgabenbereich zählten auch Fusionen und Übernahmen. Zeitgleich mit der Berufung von Martin Zielke zum Vorstandsvorsitzenden und mit Wirkung zum Mai 2016 bestellte der Aufsichtsrat Orlopp zur Generalbevollmächtigten für Compliance, Recht und Personal. In dieser Funktion hat sie maßgeblich die Digitalisierungsstrategie der Bank mitentwickelt. Nach der Bestätigung durch die Europäische Zentralbank als zuständige Aufsichtsbehörde wurde sie im November 2017 offiziell Mitglied des Konzernvorstands der Commerzbank. Die Personalie erfuhr breite Aufmerksamkeit in der Öffentlichkeit, da das Gremium bis dahin ausschließlich mit Männern besetzt war. Im März 2020 wechselte Orlopp das Vorstandsressort. Als Finanzvorständin war sie für Finanzen, Steuern, Investor Relations sowie Treasury zuständig. Im Juli 2021 wurde Orlopp außerdem zur stellvertretenden Vorstandsvorsitzenden ernannt.
Zum 1. Oktober 2024 wurde Orlopp zur Vorstandsvorsitzenden der Commerzbank bestellt. Bis Anfang 2025 führte sie zeitgleich das Ressort Finanzen weiter. Orlopp löste Manfred Knof ab, der die Bank seit 2021 geführt hatte. Unter ihrer Führung verfolgt die Commerzbank eine Strategie, die auf der Eigenständigkeit der Bank beruht.

## Privates
Bettina Orlopp ist verheiratet und hat zwei Kinder.

## Mandate (Auswahl)
- Stellvertretende Vorsitzende des Aufsichtsrats der polnischen mBank[29]
- Mitglied der Regierungskommission Deutscher Corporate Governance Codex[30]
- Mitglied des Verwaltungsrats der Kreditanstalt für Wiederaufbau (KfW)[31]

## Auszeichnungen
- 2018: Mestemacher-Preis Managerin des Jahres[32][33]
- 2022: Prima inter Pares im Ranking der Top 100 Frauen des Manager Magazins[34]

## Veröffentlichungen
- Abfindungen von Minderheitsaktionären: Eine komparative, ökonomische Analyse zu den Regelungen in Deutschland, USA und England. Peter Lang GmbH, Internationaler Verlag der Wissenschaften, Frankfurt am Main u. a. 2003, ISBN 3-631-50822-0.